# Kostel svatého Bartoloměje (Kolín)
Kostel svatého Bartoloměje v Kolíně, nazývaný též chrám svatého Bartoloměje, je římskokatolický farní kostel, hlavní kostel kolínské farnosti. Mohutná gotická stavba kostela je dominantou města a významnou sakrální stavbou v Kolíně. Vybudován byl ve druhé polovině 13. století ve formách rané gotiky. Z této stavební fáze se dochovalo trojlodí s dvojicí osmibokých západních věží. Ve 14. století byl pak Petrem Parléřem vybudován zcela nový, vysoký, „katedrální“ chór s věncem kaplí. Na začátku 16. století byla přistavěna zvonice. Kostel je na seznamu národních kulturních památek.

## Historie

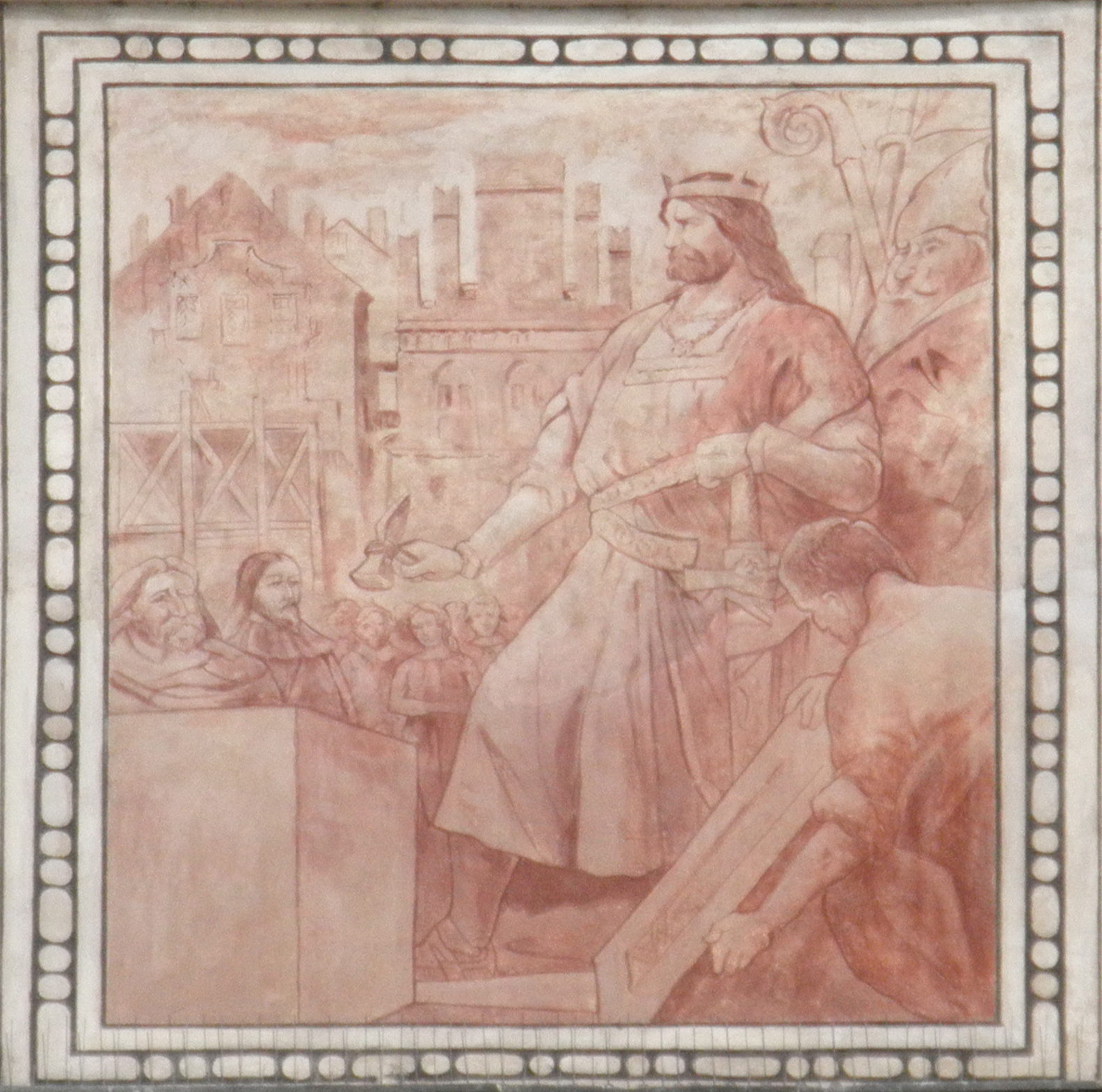
Freska na kolínské radnici od Adolfa Liebschera zobrazuje jak Karel IV. pokládá základní kámen k přestavbě kostela sv. Bartoloměje

Raně gotický kostel byl založen pravděpodobně krátce po založení královského města Kolína v polovině 13. století. Archeologické nálezy svědčí, že již dříve se na jeho místě nacházel jiný kostel. Zakladatelem a stavebníkem byl nejspíše král Přemysl Otakar II. Výstavbu zpočátku vedla přemyslovská stavební huť. Vycházela při tom ze soudobých saských, durynských a severofrancouzských vzorů. Stavba byla dokončena před rokem 1300 vybudováním dvou štíhlých osmibokých věží na západním průčelí.
V roce 1349 kostel vyhořel. K jeho obnově povolal Karel IV. v roce 1360 svého dvorního architekta Petra Parléře. Ten již v té době řídil stavbu chrámu sv. Víta v Praze. V Kolíně zahájil výstavbu nového, vysokého chóru na místě původního presbytáře. Obnovený chrám byl vysvěcen roku 1378.
Koncem 15. století byla narušena zvoněním statika severní věže. Proto byla roku 1504 přistavěna samostatně stojící hranolová zvonice, kam byly přeneseny zvony z poškozené věže. Až do roku 1756 byly zavěšeny srdcem vzhůru. Roku 1728 byl na stěnu zvonice přenesen ze severní věže orloj, připomínaný roku 1494.
Na jižní věži visel (pravděpodobně od roku 1442) legendární zvon Vužan, ulitý ze zvonoviny s vysokým podílem stříbra a opatřený obručí z ryzího zlata. Podléhal zvláštnímu bezpečnostnímu režimu a byl střežen jako jeden z největších pokladů města. Byl však zničen při velkém požáru města v roce 1796. Tehdy byl zničen i orloj a poškozeno vnitřní vybavení chrámu.
V druhé polovině 19. století vedl architekt Josef Mocker rozsáhlou puristickou přestavbu chrámu (podobně jako u pražského chrámu sv. Víta nebo hradu Karlštejna). Za tímto účelem byl roku 1878 založen Spolek na dostavění děkanského chrámu v Kolíně. Obnova byla dokončena roku 1910. V roce 1945 byl kostel poškozen výbuchem bomby při náletu. Generální rekonstrukce byla zahájena roku 1963 a trvá dodnes. V roce 1995 byl areál chrámu vyhlášen národní kulturní památkou.

### Program záchrany architektonického dědictví
V rámci Programu záchrany architektonického dědictví bylo v letech 1995–2014 na opravu památky čerpáno 41 960 000 Kč.
| rok    | 1999  | 2000  | 2001  | 2002  | 2003  | 2004 | 2005  | 2006  | 2007  | 2008  | 2009  | 2010  | 2011  | 2012  | 2013  | 2014  |
| ------ | ----- | ----- | ----- | ----- | ----- | ---- | ----- | ----- | ----- | ----- | ----- | ----- | ----- | ----- | ----- | ----- |
| částka | 1 700 | 2 000 | 3 800 | 3 000 | 3 800 | 0    | 4 000 | 2 480 | 5 230 | 3 390 | 2 750 | 1 830 | 3 680 | 2 000 | 1 000 | 1 300 |

## Popis

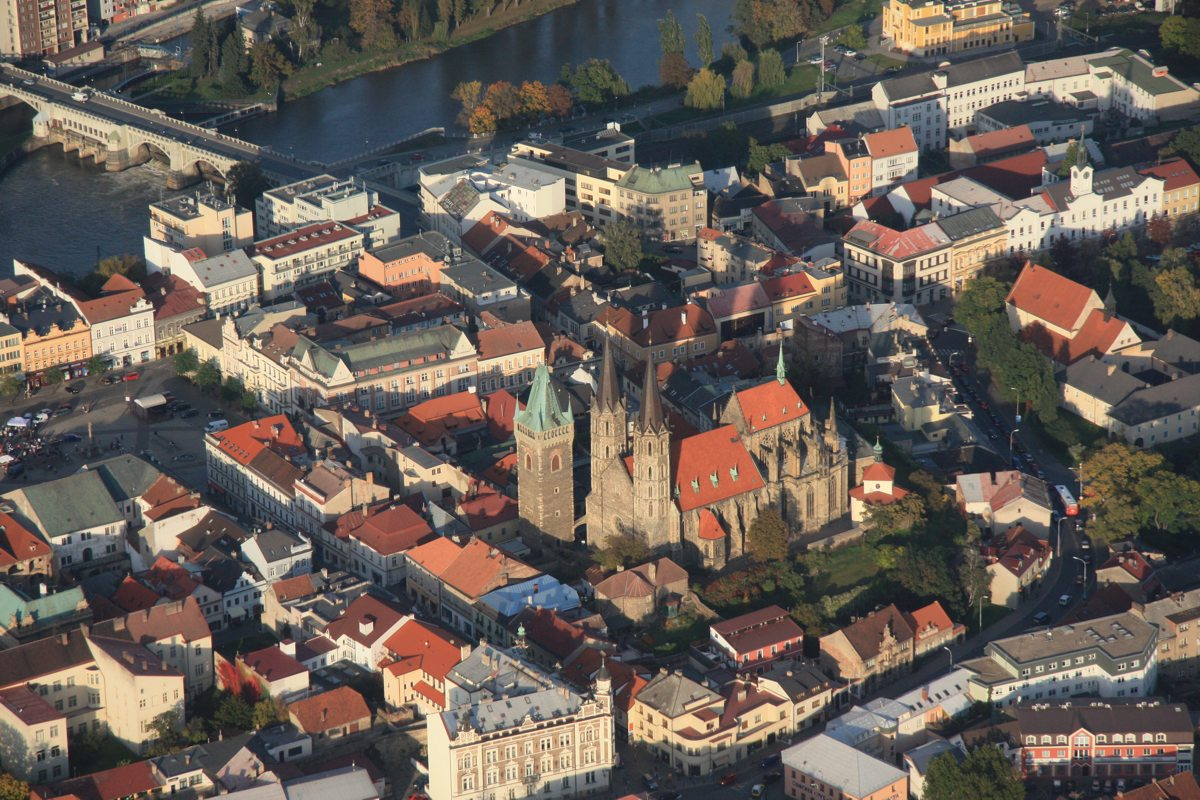
Letecký pohled na kostel se zvonicí

Vlastní kostel je trojlodní stavba, postavená v gotickém slohu. Nižší, západní část je raně gotická s vnějším opěrným systémem. Na severní straně se nacházejí dva vstupní portály. Tympanon pravého portálu je kopií původní plastiky ze 13. století, která byla sňata při rekonstrukci na konci 19. století. V současnosti se originál nachází v Lapidáriu Národního muzea v Praze. Na západním průčelí se nachází původní vstup do kostela. Nad ním je kruhová gotická rozeta (zdobené okno). Po obou stranách průčelí stojí štíhlé osmiboké věže, vysoké 66 metrů, které původně sloužily jako zvonice. Z jižní strany je přistavěna Kokovská kaple s oltářem Panny Marie Bolestné.
Na západní část navazuje vysoký chór (kůr) ze 14. století, který vystavěl na místě původního kněžiště Petr Parléř. Okolo kněžiště se mezi opěrnými sloupy nachází (zleva doprava) sakristie a věnec šesti kaplí – Mlynářské, Sladovnické, Řeznické, Šperlingovské, Svatojánské a Svatováclavské. O jednotlivé kaple se v minulosti staraly městské cechy. Ve Sladovnické kapli je pohřben Jan II. Žehrovský z Kolovrat, účastník mírové výpravy vyslané králem Jiřím z Poděbrad a vojenský hejtman města. Novogotický hlavní oltář pochází z počátku 20. století a je dílem žáků sochařské školy v Hořicích. Pod kněžištěm se nachází krypta, v níž jsou v malovaných rakvích pohřbeni významní měšťané. Na stěnách vnějších lodí visí 14 zastavení křížové cesty, vyřezaných z dubového dřeva Františkem Bílkem v letech 1910–1913.
Na severní chrámové zdi je umístěna pamětní deska s latinským textem, který v překladu znamená: „Tato stavba kůru byla počata dne 20. ledna léta Páně 1360 za nejjasnějšího knížete Karla, z Boží milosti císaře římského a krále českého, prací mistra Petra z Gmundu, kameníka.“ Uvnitř chrámu na sebe hledí bysty Petra Parléře a Karla IV.
Pozdně gotická zvonice stojí samostatně v blízkosti severní věže. V nejvyšším patře se nachází bývalý byt hlásného s ochozem. V nižším patře je zavěšeno pět zvonů. Původních šest zvonů z roku 1797 bylo za druhé světové války zabaveno Němci, roztaveno a použito pro vojenské účely. Zvony Václav a Sanktusník byly po válce provizorně přeneseny z kostela sv. Víta na Zálabí. Zvon kohoutek z roku 1610 pravděpodobně pochází z městského popraviště. Zvony Bartoloměj a Jan Pavel byly nově odlity v roce 2000.
V těsné blízkosti Parléřova chóru se na místě dřívější hradební bašty nachází barokní kostnice.

## Fotogalerie

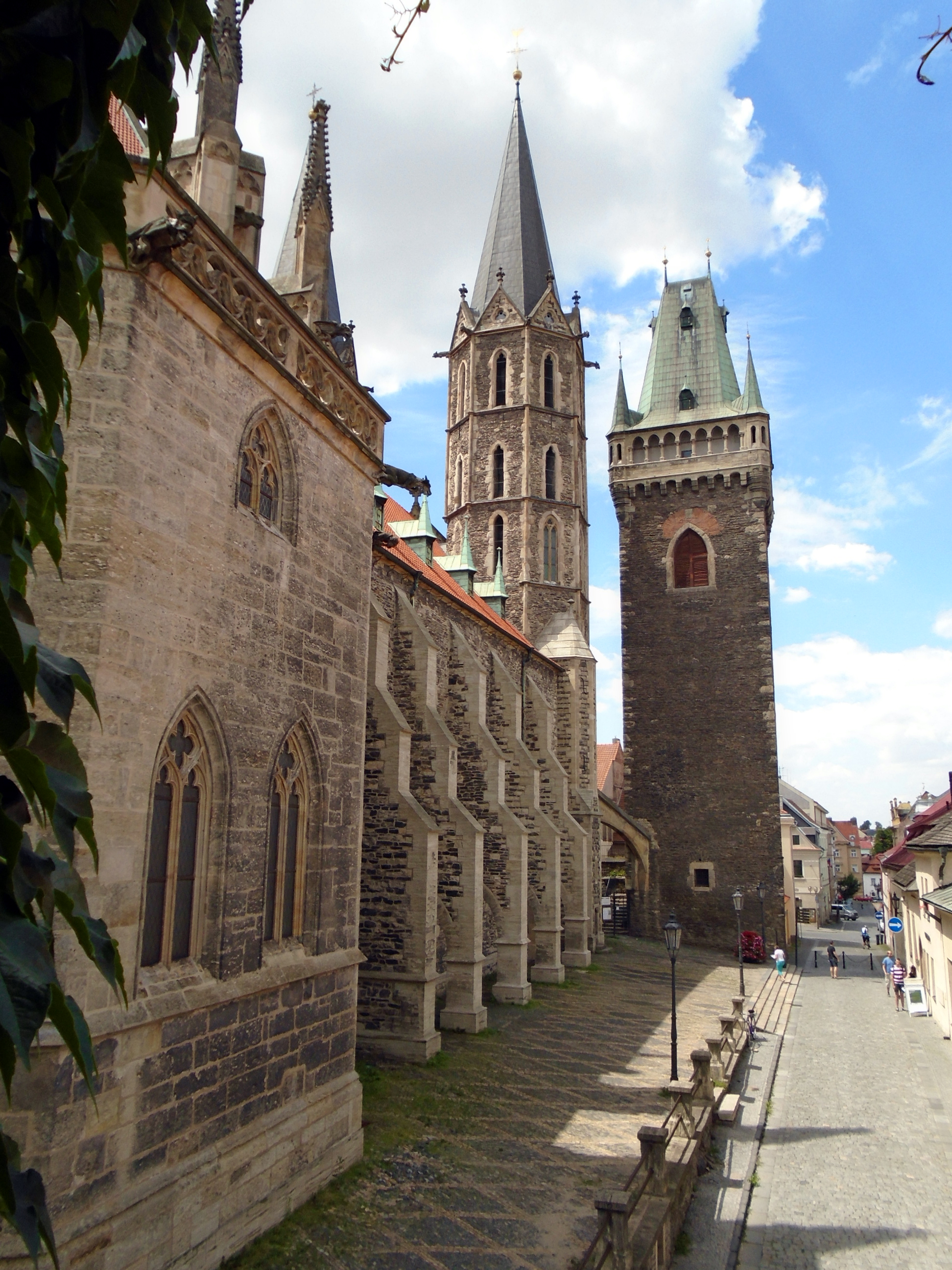
Zvonice u kostela
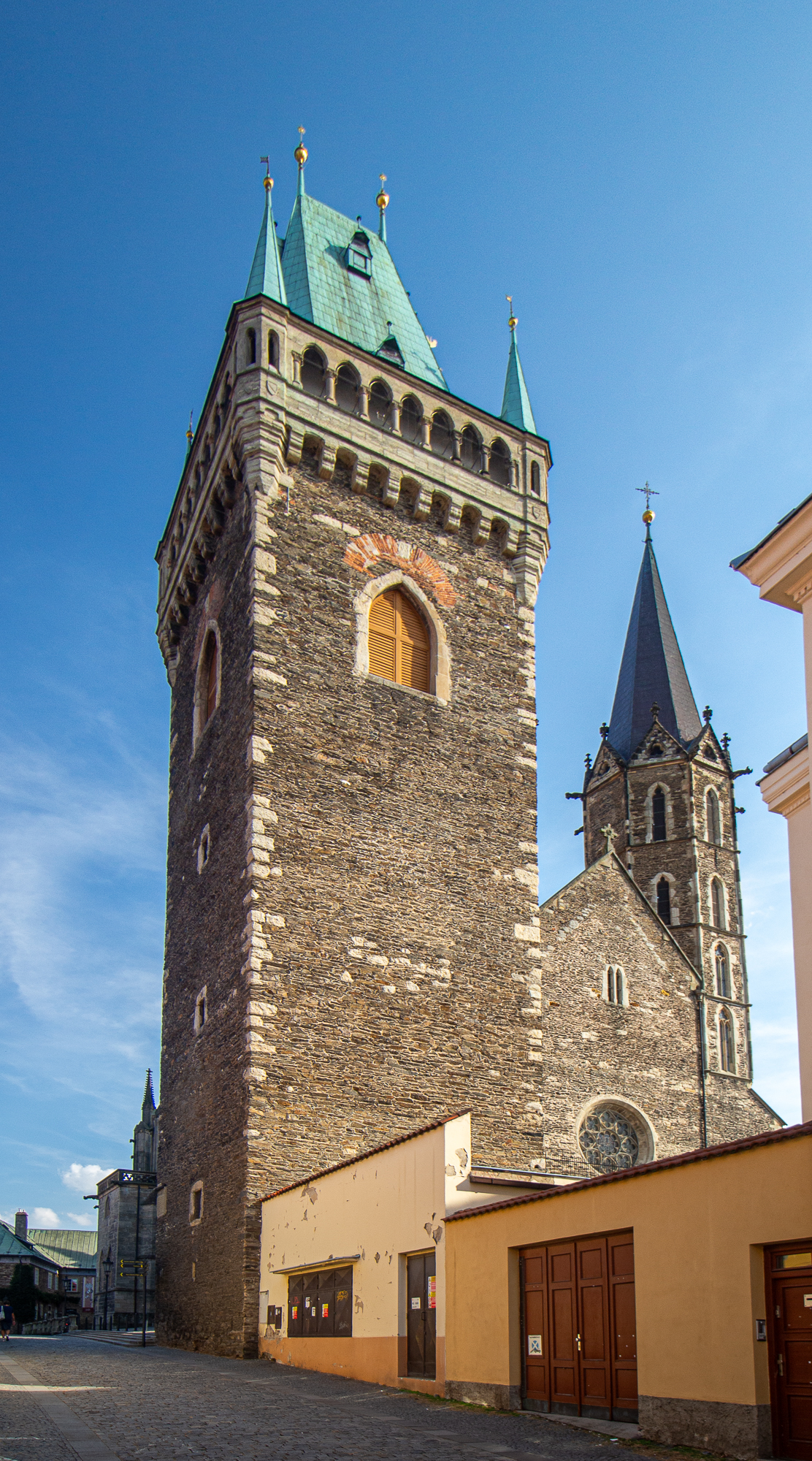
Zvonice u kostela
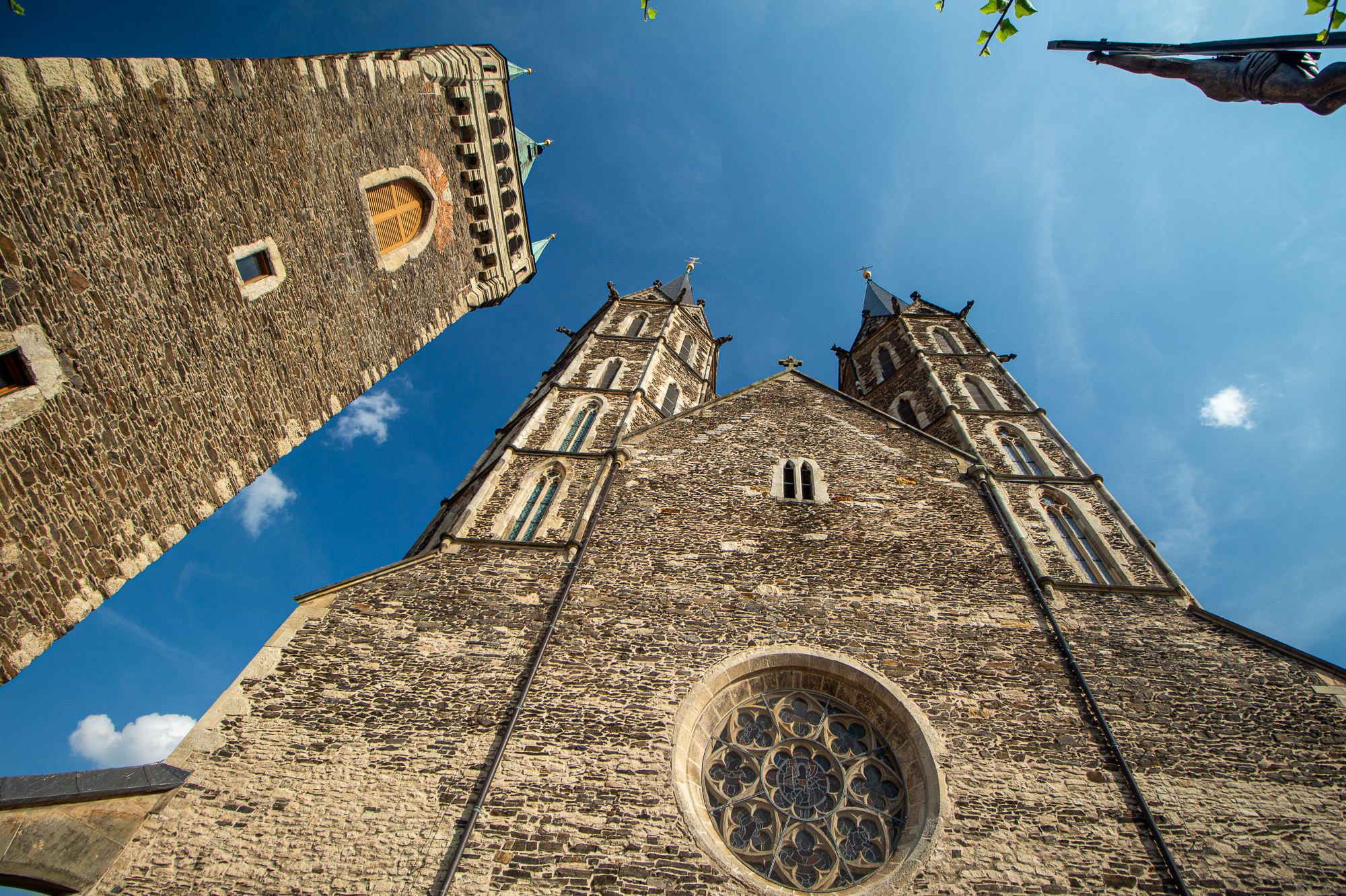
Portál kostela a zvonice
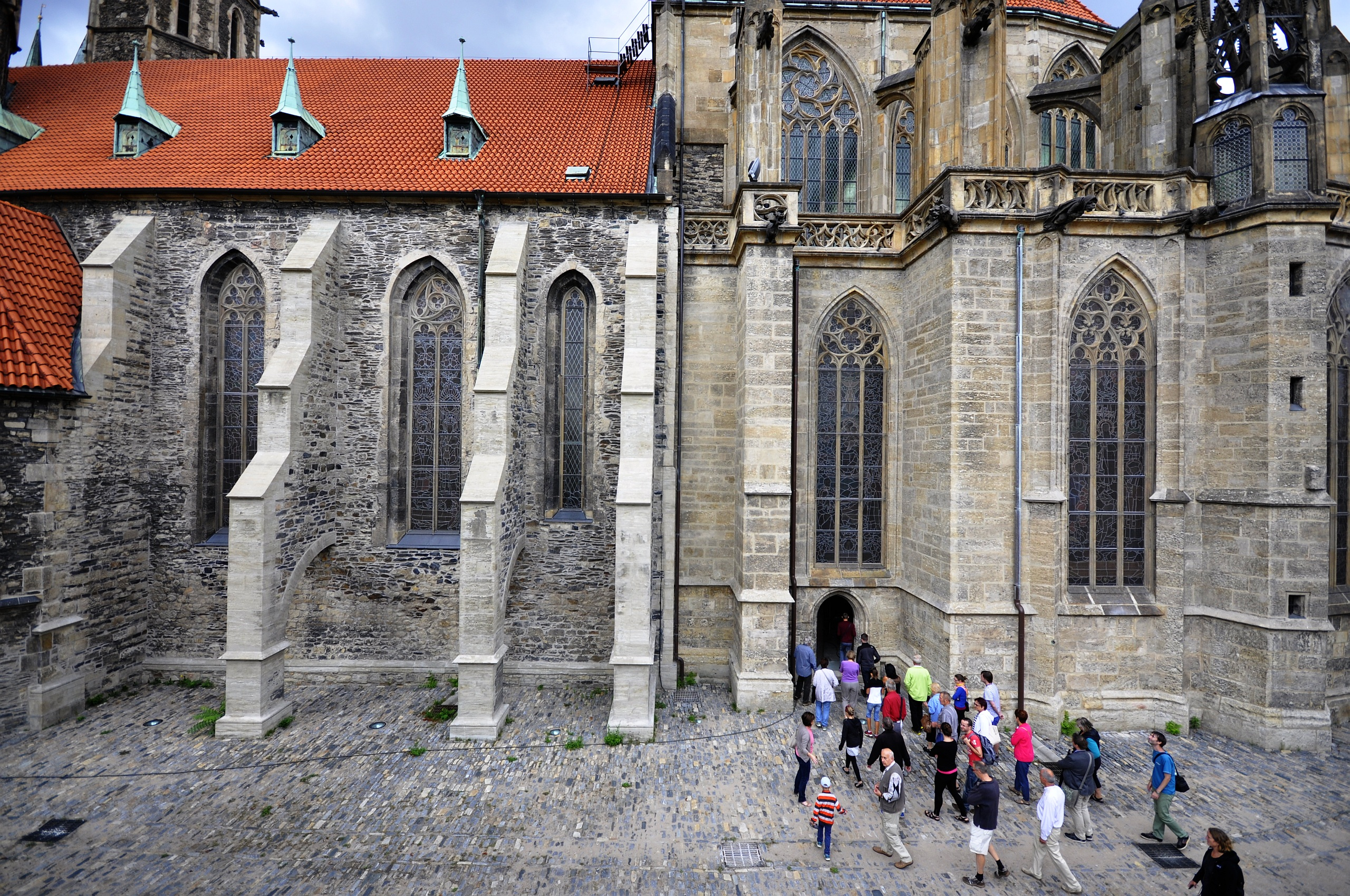
Jižní průčelí lodi (vlevo) a presbyteria
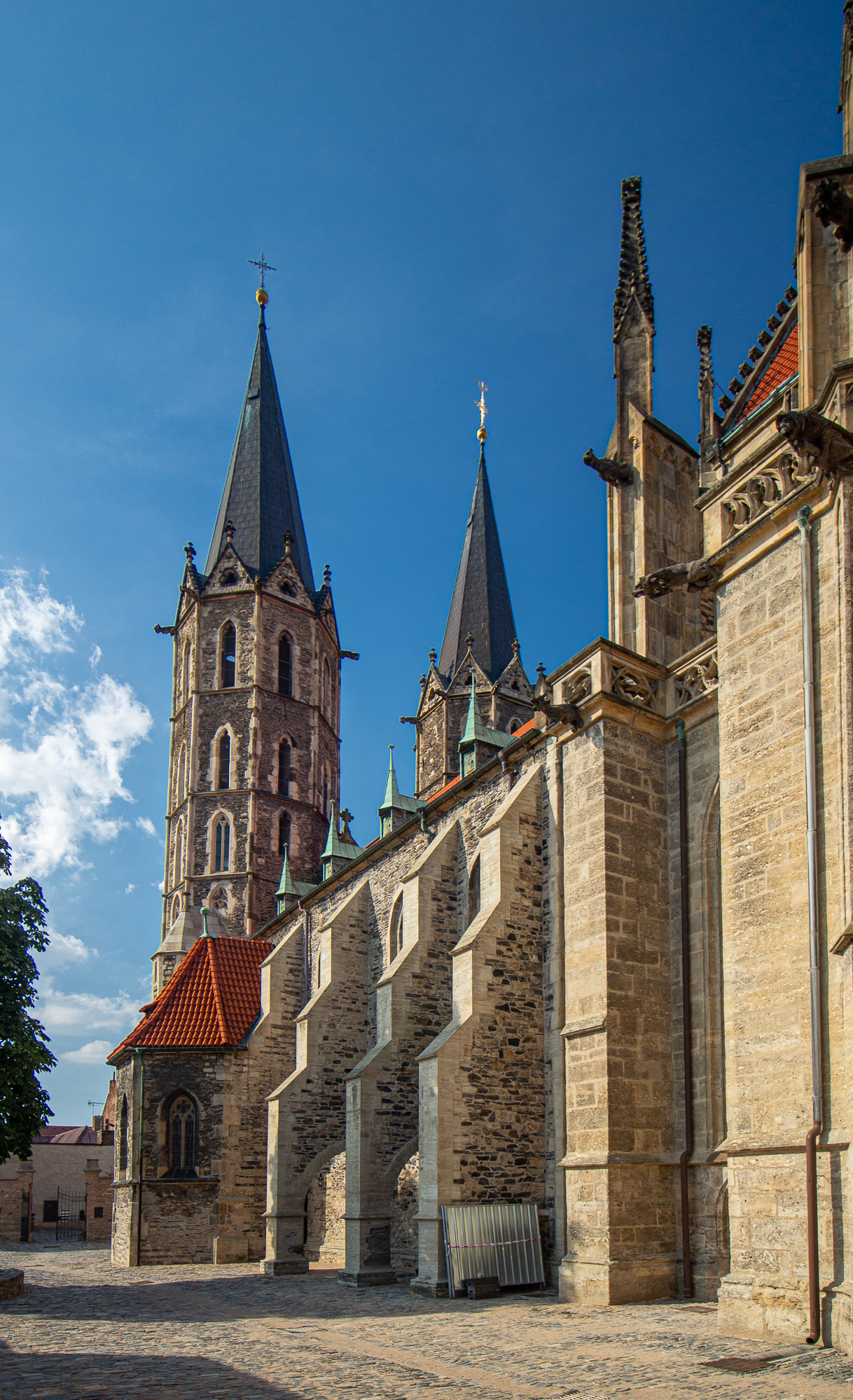
Opěrný systém
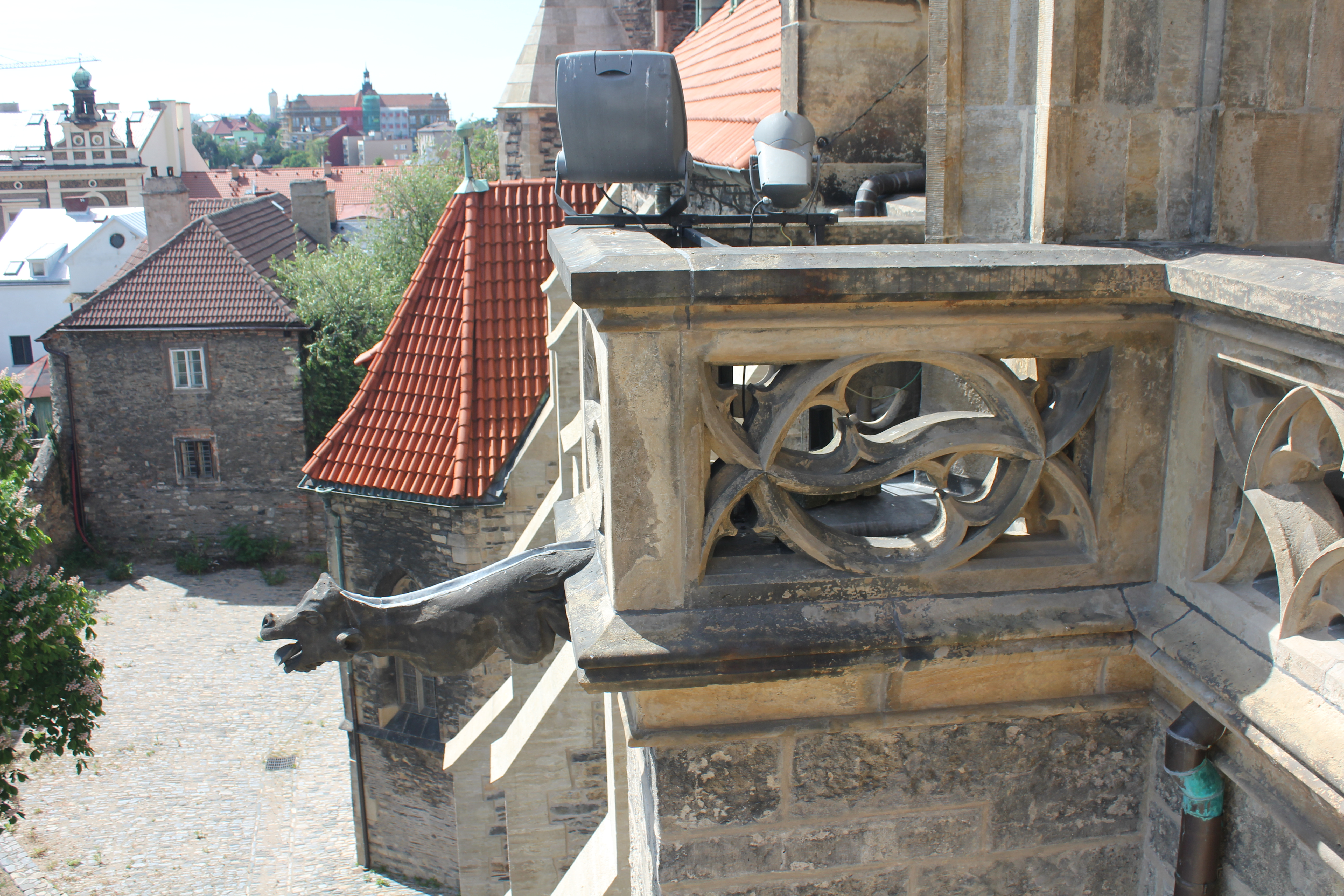
Ochoz s chrličem
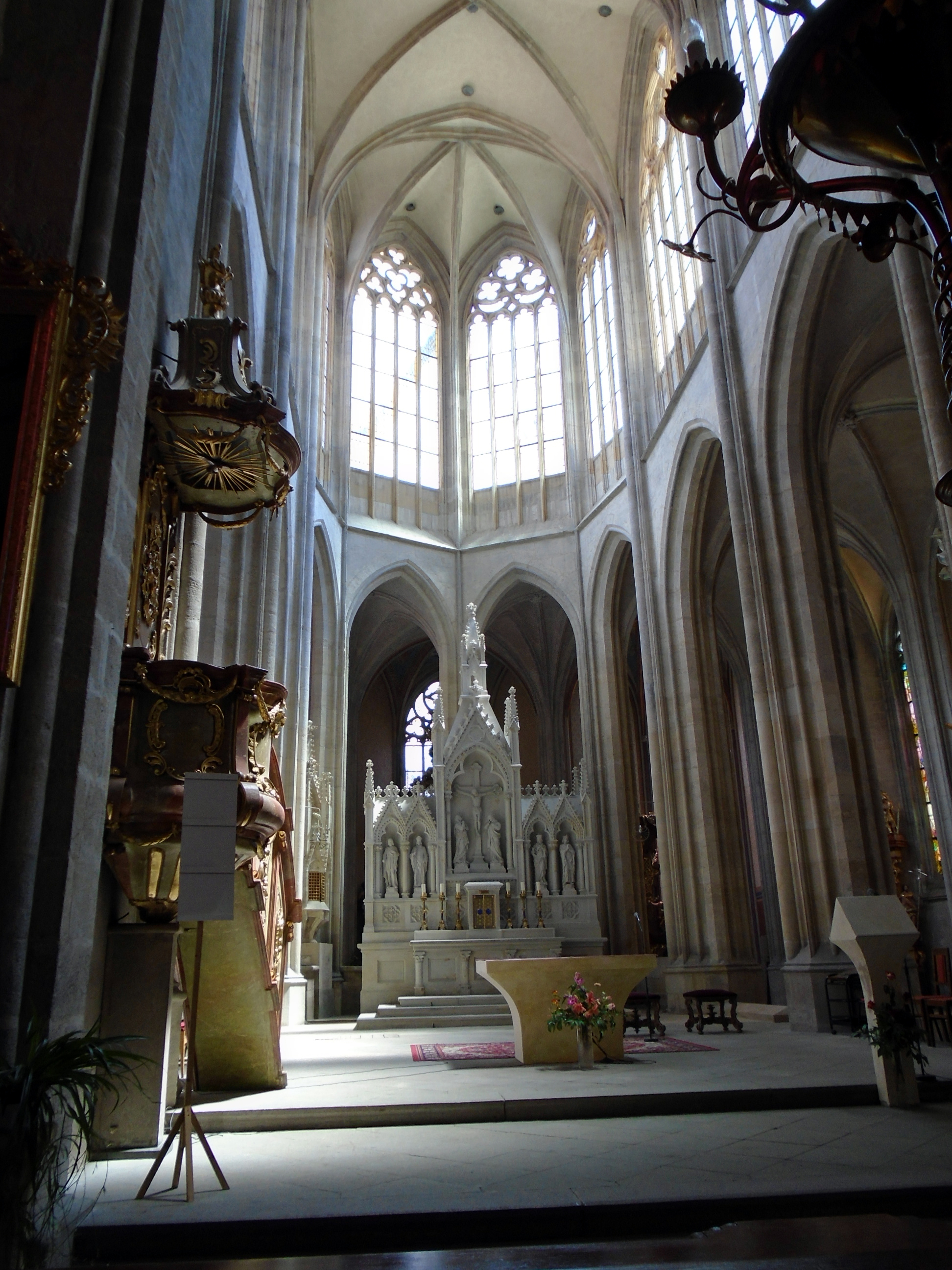
Interiér s hlavním oltářem
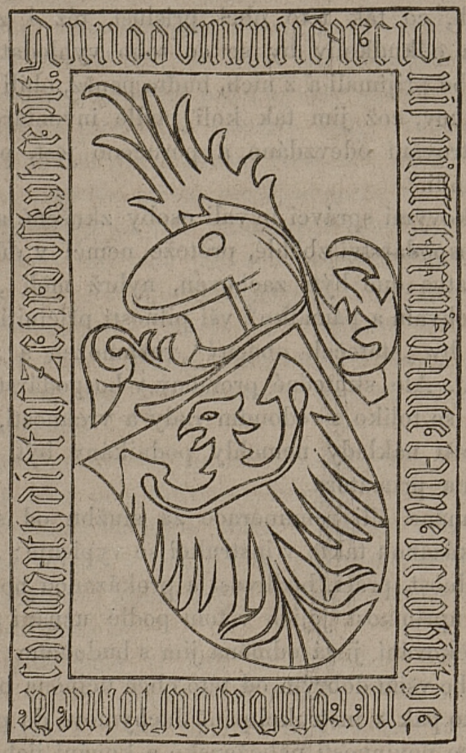
Náhrobek Jana II. Žehrovského z Kolovrat z roku 1473 (nákres z poloviny 19. století)